# البولڤار
شارع الموسيقيين الشباب  ويختصر تحت اسم الفرنسي لبولفار (L'Boulevard) بمعنى الشارع. هو مهرجان للموسيقى الحضرية في مدينة الدار البيضاء، بالمغرب. ينظم في شكل تنافسي ليتيح للمجموعات الموسيقية الشابة البروغ والشهرة أمام جمهور شبابي واسع. يهدف إلى اكتشاف وتشجيع المواهب الموسيقية الشابة للتقدم في مشوارها الفني
وتنقسم فعاليات المهرجان إلى ثلاثة أجزاء: مهرجان لبولفار ، منافسة منصة الوتب (Tremplin) ومناسبة صباغة باغا (Sbagha Bagha) التي تعد أهم مناسبة للعديد من الغرافيس لتحويل شوارع بعض جدران مدينة البيضاء إلى لوحات فنية بفضل إبداعاتهم.
انعقدت النسخة الثامنة من المهرجان في الأيام الأربعة الأولى من شهر يونيو 2006. في مركبات ثقافية مختلفة من بينها قاعة جمعية الأعمال اللائكية، التي احتضنت فيما قبل الفريق المنظم، الجمعية الثقافية والفنية اللائكية.

## تاريخ المهرجان
أنشئ المهرجان على يد محمد مرهاري وهشام باهو، كمسابقة في أطراب موسيقية متنوعة، تتوج فيها الفرقة المتألقة في كل نوع موسيقي. سنة بعد سنة، تحسنت هذه التظاهرة وصارت مرجعا فنيا للموسيقى المغربية الشابة. فقد شارك فيها فنانون وفرق موسيقية مشهورة، مثل دون بيغ، آش كاين، فناير، وزنقة فلو، وهوبا هوبا سبيريت، وباري، وغيرها من الفرق التي توجت ضمن المهرجان. للمهرجان أبعاد تربوية كذلك، حيث يستقبل فنانين مرموقين لتتعرف على تجربتهم وأعمالهم الفرق الناشئة.
يلقى هذا المهرجان اهتماما من فئة كبيرة من الشباب المغربي، ويسمح للمشاركين بالتعريف بمواهبهم لهؤلاء الشبان إلى جانب الصدى الإعلامي الوطني والعالمي.
كما أنه يعتبر مهرجان الثاني الشبابي الأكثر شعبية بعد مهرجان الصويرة كناوة و موسيقى العالم ، و البولفار دي جون ميزيسيان تعني شارع الموسقيين الشباب ، و تقام مباريات في كل لون ، و هو معروف ب موسيقى الإلكترونية ، و الراب و الهيب هوب ، و الميتال و الروك ، و موسيقى الريكي و كناوة المختلطة
و قد استقطب البولفار فنانين عالميين و فرق عملاقة ، أمثال كريياتور و موسبيل في الميثال ، و فرقة بوب مارلي و أبناء بوب مارلي المعروفون ب ويلرز و كناوة ديفيزيون و أمازيغ كاتب ،
والذين يسهرون على المهرجان كلهم من الشباب ، كما أن المهرجان بدأ يستقطب معجبيه من العالم،

## برمجة المهرجان
برمجة مهرجان البولفار في المغرب هي مجموعة من الفعاليات الثقافية والفنية التي تقام في مدينة الدار البيضاء. يهدف المهرجان إلى دعم الموسيقى الشبابية والتعريف بالأنواع الموسيقية المختلفة مثل الراب والروك والميتال والريغي وغيرها.
برمجة مهرجان البولفار في المغرب تشمل حفلات موسيقية وورشات تكوينية ومسابقات وندوات. تقام الحفلات في ملعب راسينغ وتستضيف فنانين محليين ودوليين. تقام الورشات في مركز ثقافة عصرية وتستهدف الشباب المهتم بالإبداع والتعلم. تقام المسابقات في مجالات مثل الغناء والرسم والكتابة. تقام الندوات في مواضيع تتعلق بالثقافة والمجتمع.

## التنظيم
ينظم المهرجان بدعم من وزارة الثقافة والشباب والرياضة المغربية بمشاركة جمعية البولفار التي تضم شبابا نشطا في المجال الثقافي. يحظى المهرجان بإقبال كبير من الجمهور، خاصة من عشاق الموسيقى الحديثة.

## مجلة الكناش
ينشر المهرجان مجلة باسم لكناش تضم أعمالا فنية ذات أبعاد مدنية ومحلية للصحفيين والفنانين والرسامين المنتمين لمجتمع البولفار. تعتبر هذه المجلة مذكرة للمستحقين في المهرجان.

## داخلية
- مهرجان الدار البيضاء
- قائمة المهرجانات والمواسم الفنية في المغرب

## وصلات خارجية
- البولفار